# Var (sikhisme)
Pour les articles homonymes, voir Var.
Var est un terme en punjabi qui désigne un poème épique.
Historiquement un var était chanté par un dhadi (barde, troubadour)  et racontait des histoires guerrières, romantiques ou des dynasties passées. Les vars étaient aussi narrés avant une bataille, ou devant une maison d'un chef de village afin de mettre en valeur des exploits de héros, ou, l'histoire de la famille du chef.
Dans le sikhisme, un var est un hymne chanté. Le Livre saint des sikhs, le Guru Granth Sahib, en compte vingt-deux; trois ont été écrits par Guru Nanak, quatre par Guru Amar Das, huit par Guru Ram Das et six par Guru Arjan. Guru Gobind Singh, le dernier gourou humain du sikhisme, a écrit un var célèbre sur la bataille de la déesse Chandi contre des démons, mais il n'a pas été intégré au Livre saint. Ce poème dénommé Var Sri Bhagauti Ji Ki connu aussi sous le nom de Chandi di Var fait par contre partie du Dasam Granth. Les Gurus du sikhisme ont utilisé cette forme de poésie pour parler de thèmes spirituels. De nombreux poètes ont composé des vars sur le sikhisme. Un var est découpé en strophes nommées pauris. Pauri est utilisé comme mot en synonyme de var.